# Chłodnym okiem
Chłodnym okiem (oryg. Medium Cool) – amerykański film z 1969.

## Obsada
- Robert Forster – John Katselas
- Verna Bloom – Eileen
- Peter Bonerz – Gus
- Marianna Hill – Ruth
- Harold Blankenship – Harold
- Charles Geary – ojciec Harolda
- Sid McCoy – Frank Baker
- Christine Bergstrom – Dede

## Wyróżnienia
| Rok wpisania | National Film Registry |
| ------------ | --- |
| 2003         | Lista filmów budujących dziedzictwo kulturalne USA utworzona przez National Film Preservation Board i przechowywana w Bibliotece Kongresu Stanów Zjednoczonych |